# Mane Meujingki
Mane Meujingki is een bestuurslaag in het regentschap Bireuen van de provincie Atjeh, Indonesië. Mane Meujingki telt 258 inwoners (volkstelling 2010).